# Vladimiro Tarnawsky
Vladimiro Tarnawsky (en ucraniano: Володимир Тарнавський, transliterado como Volodímir Tarnavski, en ruso Владимир Тарнавский, transliterado como Vladímir Tarnavski; 19 de agosto de 1939, Kiev, Unión Soviética, actual Ucrania) es un exfutbolista argentino de origen ucraniano. Jugaba de guardameta y su primer club fue El Porvenir.

## Carrera
Comenzó su carrera en 1951 jugando para El Porvenir. En 1957 se trasladó a Newell's Old Boys, en donde permaneció por 4 años. En 1960 se trasladó a San Lorenzo de Almagro. Jugó para el club hasta 1962 cuando en 1963 se trasladó a Estudiantes de La Plata. En 1964 se trasladó a Estados Unidos para jugar en el Tryzub FC, en donde estuvo hasta 1967.
En 1968 se trasladó al Boston Beacons, en donde se retiró del fútbol profesional.

## Selección nacional
Ha sido internacional con la Selección de fútbol de Argentina en 1959, durante el Campeonato Sudamericano realizado en Argentina y Ecuador en ambos casos segundo o tercer arquero siendo suplente de Jorge Oswaldo Negri y Nestor Martin Errea.

## Clubes
- El Porvenir  Argentina (1951)
- Newell's Old Boys  Argentina (1957-1960)
- San Lorenzo de Almagro  Argentina (1960-1962)
- Estudiantes de La Plata  Argentina (1963)
- Iasa  Uruguay (1964 segundo semestre)[1]
- Tryzub  Estados Unidos (1964-1967)
- Boston Beacons  Estados Unidos (1968)